# Lijst van hertogen van Lauenburg
Dit is een lijst van hertogen van Lauenburg.

## Ascaniërs(1296-1689)
- 1296-1305: Johan II, Albrecht III en Erik I

## Opdeling (1305-1401)
Linie Bergedorf-Mölln
- 1305-1321: Johan II
- 1321-1343: Albrecht IV
- 1343-1356: Johan III
- 1356-1370: Albrecht V
- 1370-1401: Erik III

Linie Ratzeburg-Lauenburg
- 1305-1308: Albrecht III en Erik I
- 1308-1361: Erik I
- 1361-1368: Erik II
- 1368-1401: Erik IV

Herenigd Saksen-Lauenburg (1401-1689)
- 1401-1412: Erik IV regeerde samen met Johan IV en Erik V
- 1412-1436: Erik V
- 1436-1463: Bernhard II
- 1463-1507: Johan V
- 1507-1543: Magnus I
- 1543-1571: Frans I
- 1571-1574: Magnus II
- 1574-1581: Frans I (opnieuw)
- 1581-1588: Magnus II (opnieuw), regeerde samen met Maurits en Frans II
- 1581-1612: Maurits, regeerde samen met Magnus II en Frans II
- 1581-1619: Frans II, regeerde eerst samen met Magnus II en Maurits, vanaf 1612 alleen
- 1619-1656: August
- 1656-1665: Julius Hendrik
- 1665-1666: Frans Erdmann
- 1666-1689: Julius Frans

## Welfen(1689-1803)
Huis Brunswijk-Celle (1689–1705)
- 1689–1705: George Willem (hertog van Brunswijk-Lüneburg)

Huis Hannover (1705–1803)
- 1705–1727: George I Lodewijk (keurvorst van Hannover, sinds 1714 ook koning van Groot-Brittannië)
- 1727–1760: George II (koning van Groot-Brittannië en keurvorst van Hannover)
- 1760–1803: George III (koning van Groot-Brittannië en keurvorst van Hannover)

## Bezetting
- 1803–1805: Franse bezetting
- 1805–1806: Pruisische bezetting
- 1806–1810: Deel van het Koninkrijk Westfalen
- 1810–1814: Deel van het Eerste Franse Keizerrijk

## HuisOldenburg(1815–1864)
- 1815–1839: Frederik I (als Frederik VI koning van Denemarken)
- 1839–1848: Christiaan I (als Christiaan VIII koning van Denemarken)
- 1848–1863: Frederik II (als Frederik VII koning van Denemarken)
- 1863–1864: Christiaan II (als Christiaan IX koning van Denemarken)

## HuisHohenzollern(1865–1876)
- 1865–1876: Wilhelm I (koning van Pruisen en sinds 1871 Duits keizer)
- 1876: Inlijving bij Pruisen